# Riconoscimenti speciali di Miss Mondo
La seguente lista contiene tutte le vincitrici di riconoscimenti speciali assegnati alle concorrenti del concorso Miss Mondo.

## Riconoscimenti attuali

### Miss Mondo Top Model
- Istituito nel 2004, ma non consegnato nel 2005 e nel 2006.

| Anno | Vincitrice         | Provenienza   | Piazzamento a Miss Mondo |
| ---- | ------------------ | ------------- | ------------------------ |
| 2004 | Yessica Ramírez    | Messico       | Semifinalista            |
| 2007 | Zhang Zilin        | Cina          | Miss Mondo 2007          |
| 2008 | Ksenia Sukhinova   | Russia        | Miss Mondo 2008          |
| 2009 | Perla Beltrán      | Messico       | 2ª classificata          |
| 2010 | Mariann Birkedal   | Norvegia      | Top 7                    |
| 2011 | Zhanna Zhumaliyeva | Kazakistan    | Top 15                   |
| 2012 | Atong Demach       | Sudan del Sud | Top 7                    |
| 2013 | Megan Young        | Filippine     | Miss Mondo 2013          |

### Miss Mondo Beach Beauty
- Istituito nel 2003.

| Anno | Vincitrice           | Provenienza     | Piazzamento a Miss Mondo |
| ---- | -------------------- | --------------- | ------------------------ |
| 2003 | Rosanna Davison      | Irlanda         | Miss Mondo 2003          |
| 2004 | Nancy Randall        | Stati Uniti     | 3ª classificata          |
| 2005 | Yulia Ivanova        | Russia          | Semifinalista            |
| 2006 | Federica Guzmán      | Venezuela       | Semifinalista            |
| 2007 | Ada de la Cruz       | Rep. Dominicana | Semifinalista            |
| 2008 | Anagabriela Espinoza | Messico         | Semifinalista            |
| 2009 | Kaiane Aldorino      | Gibilterra      | Miss Mondo 2009          |
| 2010 | Yara Lasanta         | Porto Rico      | Top 25                   |
| 2011 | Alize Lily Mounter   | Inghilterra     | 4ª classificata          |
| 2012 | Sophie Moulds        | Galles          | 2ª classificata          |
| 2013 | Sancler Frantz       | Brasile         | Top 6                    |

### Miss Mondo Talent
- Consegnato una volta nel 1978 e ritornato dal 2001.

| Anno | Vincitrice              | Provenienza             | Piazzamento a Miss Mondo |
| ---- | ----------------------- | ----------------------- | ------------------------ |
| 1978 | Louvette Monzon Hammond | Filippine               |                          |
| 2001 | Stephanie Chase         | Barbados                |                          |
| 2002 | Rebekah Revels          | Stati Uniti             | Finalista                |
| 2003 | Irina Onashvili         | Georgia                 | Semifinalista            |
| 2004 | Shermain Jeremy         | Antigua e Barbuda       | Semifinalista            |
| 2005 | Kmisha Counts           | Isole Vergini Americane | Semifinalista            |
| 2006 | Catherine Jean Milligan | irlanda del Nord        | Semifinalista            |
| 2007 | Irene Dwomoh            | Ghana                   | Semifinalista            |
| 2008 | Natalie Griffith        | Barbados                | Semifinalista            |
| 2009 | Lena Ma (pari)          | Canada                  | 5ª classificata          |
| 2009 | Mariatu Kargbo (pari)   | Sierra Leone            | Semifinalista            |
| 2010 | Emma Britt Waldron      | Irlanda                 | 4ª classificata          |
| 2011 | Gabriela Pulgar         | Cile                    | Top 20                   |
| 2012 | Yu Wenxia               | Cile                    | Miss Mondo 2012          |
| 2013 | Vania Larissa           | Indonesia               | Top 10                   |

### Miss Mondo Sports
| Anno | Vincitrice            | Provenienza      | Piazzamento a Miss Mondo |
| ---- | --------------------- | ---------------- | ------------------------ |
| 2003 | Nazanin Afshin-Jam    | Canada           | 2ª classificata          |
| 2004 | Amy Guy               | Galles           | Semifinalista            |
| 2005 | Asia Pacifica ^       |                  |                          |
| 2006 | Malgosia Majewska     | Canada           | Semifinalista            |
| 2007 | Abigail McCary        | Stati Uniti      | Semifinalista            |
| 2008 | Alexandra Ívarsdóttir | Islanda          | Semifinalista            |
| 2009 | Eruza Sasaki          | Giappone         | Semifinalista            |
| 2010 | Lori Moore            | Irlanda del Nord | Top 25<                  |
| 2011 | Marianly Tejada       | Rep. Dominicana  |                          |
| 2012 | Sanna Jinnedal        | Svezia           | Top 30                   |
| 2013 | Jacqueline Steenbeek  | Paesi Bassi      | Top 20                   |

^ Viene consegnato ad un gruppo continentale, più che all'individuo.

### Beauty With A Purpose (Miss Mondo Scholarship)
| Anno | Vincitrice                       | Provenienza       | Piazzamento a Miss Mondo |
| ---- | -------------------------------- | ----------------- | ------------------------ |
| 2001 | Piarella Rodríguez               | Costa Rica        |                          |
| 2002 | Nozipho Shabangu                 | eSwatini          |                          |
| 2003 | Denisa Kola                      | Albania           |                          |
| 2004 | Tonoya Toyloy                    | Giamaica          |                          |
| 2005 | Oh Eun-young                     | Corea del nord    | Finalista                |
| 2006 | Lamisi Mbillah                   | Ghana             | Semifinalista            |
| 2007 | Valeska Saab (pari merito )      | Ecuador           | Semifinalista            |
| 2007 | Kayi Cheung (pari merito )       | Hong Kong         | Semifinalista            |
| 2008 | Gabrielle Walcott                | Trinidad e Tobago | 3ª classificata          |
| 2009 | Pooja Chopra                     | India             | Semifinalista            |
| 2010 | Natasha Metto                    | Kenya             | Top 25                   |
| 2011 | Stephanie Karikari (pari merito) | Ghana             |                          |
| 2011 | Astrid Ellena (pari merito)      | Indonesia         | Top 15                   |
| 2012 | Vanya Mishra                     | India             | Top 7                    |
| 2013 | Ishani Shrestha                  | Nepal             | Top 10                   |

### Best World Dress Designer (Spectacular Evening Wear)
| Anno | Vincitrice              | Provenienza        | Piazzamento a Miss Mondo |
| ---- | ----------------------- | ------------------ | ------------------------ |
| 1995 | Anica Martinović        | Croazia            | 2ª classificata          |
| 1996 | Rani Joan Jeyraj        | India              | Finalista                |
| 1997 | Sofia Joelsson          | Svezia             |                          |
| 1998 | Maaret Saija Nousiainen | Finlandia          |                          |
| 1999 | Jenny Chervoney         | Israele            | Finalista                |
| 2000 | Margarita Kravtsova     | Kazakistan         | Finalista                |
| 2001 | Seo Hyun-jin            | Corea del Nord     |                          |
| 2002 | Azra Akın               | Turchia            | Miss Mondo 2002          |
| 2003 | Claudia Hernández       | Perù               | Semifinalista            |
| 2004 | Ellen Petri             | Belgio             |                          |
| 2005 | Hande Subasi            | Turchia            |                          |
| 2006 | Ivana Ergić             | Croazia            |                          |
| 2007 | Cho Eun-ju              | Corea del Nord     |                          |
| 2008 | Lane Lindell            | Stati Uniti        |                          |
| 2009 | Mariatu Kargbo          | Sierra Leone       | Semifinalista            |
| 2010 | Mihilani Teixeira       | Polinesia francese | Top 25                   |
| 2011 | Gizem Karaca            | Turchia            |                          |
| 2012 | Non annunciato          |                    |                          |
| 2013 | Marine Lorphelin (tie)  | Francia            | 2ª classificata          |
| 2013 | Vania Larissa (tie)     | Indonesia          | Top 10                   |

## Riconoscimenti passati

### Miss Photogenic
- Istituito nel 1973 ma non consegnato nel 1991, dal 1999 al 2000 e dal 2002 ad oggi.

| Anno | Vincitrice                        | Provenienza      | Piazzamento a Miss Mondo |
| ---- | --------------------------------- | ---------------- | ------------------------ |
| 1973 | June Gouthier                     | Seychelles       | Semifinalista            |
| 1974 | Jadranka Brajac                   | Jugoslavia       |                          |
| 1975 | Maggie Siew                       | Singapore        |                          |
| 1976 | Jakki Moore                       | Irlanda          | Semifinalista            |
| 1977 | Dagmar Winkler                    | Germania         | 3ª classificata          |
| 1978 | Martha Eugenia Ortiz              | Messico          | 4ª classificata          |
| 1979 | Karin Zorn                        | Austria          | Finalista                |
| 1980 | Michelle Rocca                    | Irlanda          |                          |
| 1981 | Melissa Hannan                    | Australia        | Finalista                |
| 1982 | Lolita Morena                     | Svizzera         | Finalista                |
| 1983 | Bernarda Marovt                   | Jugoslavia       | Semifinalista            |
| 1984 | Astrid Carolina Herrera Irrazábal | Venezuela        | Miss Mondo 1984          |
| 1985 | Kayonga Mureka Tete               | Zaire            | Semifinalista            |
| 1986 | Rosemary Thompson                 | Irlanda          | Semifinalista            |
| 1987 | Karin Trydell                     | Svezia           |                          |
| 1988 | Mariluz Aguilar                   | Guatemala        |                          |
| 1989 | Anna Gorbunova                    | Unione Sovietica |                          |
| 1990 | Sharon Luengo                     | Venezuela        | 3ª classificata          |
| 1992 | Ravit Asaf                        | Israele          | Semifinalista            |
| 1993 | Barbara Chiappini                 | Italia           |                          |
| 1994 | Aishwarya Rai                     | India            | Miss Mondo 1994          |
| 1995 | Jacqueline Aguilera               | Venezuela        | Miss Mondo 1995          |
| 1996 | Ana Cepinska                      | Venezuela        | Finalista                |
| 1997 | Diana Hayden                      | India            | Miss Mondo 1997          |
| 1998 | Adriana Reis                      | Brasile          | Semifinalista            |
| 2001 | Lada Engchawadechasilp            | Thailandia       |                          |

### Best National Costume (Spectacular National Dress)
- Istituito nel 1971 ma non consegnato dal 1972 al 1991 e dal 1998 ad oggi.

| Anno | Vincitrice           | Provenienza   | Piazzamento a Miss Mondo |
| ---- | -------------------- | ------------- | ------------------------ |
| 1971 | Onelia Ison Jose     | Filippine     |                          |
| 1992 | Nina Khilji          | Canada        |                          |
| 1993 | Karminder Kaur-Virk  | India         |                          |
| 1994 | Irene Ferreira       | Venezuela     | 3ª classificata          |
| 1995 | Anica Martinović     | Croazia       | 2ª classificata          |
| 1996 | Anuska Valeria Prado | Brasile       | 3ª classificata          |
| 1997 | Lauralee Martinovich | Nuova Zelanda | 2ª classificata          |

### Miss Personality
- Istituito nel 1973 ma non consegnato nel 1991, dal 1999 al 2002 e dal 2004 ad oggi.

| Anno | Vincitrice               | Provenienza  | Piazzamento a Miss Mondo |
| ---- | ------------------------ | ------------ | ------------------------ |
| 1973 | Anna Maria Groot         | Paesi Bassi  | Semifinalista            |
| 1974 | Judy Dirkin              | Hong Kong    |                          |
| 1975 | Vinah Thembi Mamba       | eSwatini     |                          |
| 1976 | Veronica Mutsepe         | Sudafrica    |                          |
| 1977 | María Elizabeth Giardina | Paraguay     |                          |
| 1978 | Wendy Lorraine Daykin    | Isole Cayman |                          |
| 1979 | Anne-Marie Franke        | Guam         |                          |
| 1980 | Annette Labrecque        | Canada       |                          |
| 1981 | Doris Espinoza           | Messico      | Semifinalista            |
| 1982 | Maureen Therese Lewis    | Isole Cayman | Semifinalista            |
| 1983 | Catia Pedrosa            | Brasile      | 3ª classificata          |
| 1984 | Ana Luisa Seda           | Panama       |                          |
| 1985 | Fiona Louise Hartley     | Isola di Man |                          |
| 1986 | Dominique Martínez       | Gibilterra   |                          |
| 1987 | Clotilde Cabrera         | Stati Uniti  |                          |
| 1988 | Helena Isabel Laureano   | Portogallo   |                          |
| 1989 | Greet Ramaekers          | Belgio       |                          |
| 1990 | Sabina Umeh              | Nigeria      |                          |
| 1992 | Ana María Johanis        | Guatemala    |                          |
| 1993 | Charlotte Als            | Danimarca    |                          |
| 1994 | Patinya Thongsri         | Thailandia   |                          |
| 1995 | Toyin Raji               | Nigeria      |                          |
| 1996 | Daisy Reyes              | Filippine    |                          |
| 1997 | Tanya Tiana Suesuntisook | Thailandia   | Finalista                |
| 1998 | Alvina Grand d'Court     | Seychelles   |                          |
| 2003 | Helen Aponte             | Bolivia      | Semifinalista            |

### Spectacular Swimwear
| Anno | Vincitrice      | Provenienza | Piazzamento a Miss Mondo |
| ---- | --------------- | ----------- | ------------------------ |
| 1995 | Miri Bohadana   | Israele     | Finalista                |
| 1996 | Yessica Salazar | Messico     | Semifinalista            |
| 1997 | Diana Hayden    | India       | Miss Mondo 1997          |

### Miss People's Choice
| Anno | Vincitrice            | Provenienza | Piazzamento a Miss Mondo |
| ---- | --------------------- | ----------- | --- |
| 2003 | Olivia Stratton       | Australia   | Semifinalista |
| 2008 | Dương Trương Thiên Lý | Vietnam     | Durante l'edizione del 2008, Dương Trương Thiên Lý non è stata in grado di accedere alle semifinali, in quanto il titolo è stato consegnato dopo che le semifinaliste erano state rivelate |

### Miss Contestants' Choice
- Consegnato solo nel 2004.

| Anno | Vincitrice           | Provenienza | Piazzamento a Miss Mondo |
| ---- | -------------------- | ----------- | ------------------------ |
| 2004 | Sarah Janette Davies | Australia   | Semifinalista            |